# Агнија Римска
Света Агнија (или Агнеса, око 291 — 21. јануар 304) је била тринаестогодишња девојчица, за веру у Христа бачена у огањ, па мачем посечена. Пројавила велику чудотворну моћ за живота и по смрти. Пострадала у време Диоклецијана, 304. године. 
Српска православна црква слави је као мученицу 21. јануара по црквеном, а 3. фебруара по грегоријанском календару.